# Луций Цецилий Метелл Далматик
Луций Цецилий Метелл Далматик (лат. Lucius Caecilius Metellus Dalmaticus, умер в 104 году до н. э.) — древнеримский политический деятель и военачальник, консул 119 года до н. э. и великий понтифик в 114—104 годах до н. э. Возможно, в 115 году он был цензором.

## Происхождение
Луций Цецилий принадлежал к влиятельному плебейскому роду Цецилиев Метеллов, происходившему, согласно легенде, от сына бога Вулкана Цекула, основателя города Пренесте. Метеллы вошли в состав сенаторского сословия в начале III века до н. э.: первый консул из этого рода был избран в 285 году до н. э. В союзе с патрициями Сервилиями Цепионами Метеллы начиная со 140-х годов до н. э. возглавляли «аристократическую корпорацию» в сенате; в 120—110-е годы до н. э. они чаще, чем представители какой-либо другой семьи, получали высшие магистратуры.
Луций был старшим сыном Луция Цецилия Метелла Кальва, консула 142 года до н. э., и племянником Квинта Цецилия Метелла Македонского. Младшим братом Луция был Квинт Цецилий Метелл Нумидийский.

## Биография
Первые упоминания Луция Цецилия в источниках относятся к 119 году до н. э., когда он стал консулом. Исходя из этого, претура Метелла должна быть датирована самое позднее 122 годом до н. э.
Коллегой Луция Цецилия по консулату стал ещё один плебей, Луций Аврелий Котта. Возможно, благодаря именно поддержке Метелла народным трибуном на тот же год стал Гай Марий, либо принадлежавший к клиентеле Цецилиев, либо получивший от них разовую поддержку. Вскоре Марий выдвинул популистский законопроект о порядке голосования; Луций Цецилий заявил протест, но трибун приказал отвести своего бывшего покровителя в тюрьму, так что сопротивление закону было сломлено. Выдвигались предположения, что Метелл, упоминаемый у Плутарха в связи с этими событиями, — это не Луций Цецилий.
В качестве проконсула Метелл отправился в Далмацию, где начал войну с местными племенами. Для войны не было никакого повода, но Луций Цецилий жаждал получить триумф. Далматы, не желая войны, дружелюбно приняли Метелла, и он спокойно перезимовал в Салонах. В 117 году он вернулся в Рим, отпраздновал триумф и принял агномен Далматик за «победу» над далматами. В честь триумфа также расширил Храм Диоскуров, в частности, украсил его новыми картинами и статуями.
В 115 году до н. э. один из Луциев Цецилиев Метеллов был цензором вместе с Гнеем Домицием Агенобарбом. Это мог быть Далматик или его двоюродный брат Луций Цецилий Метелл Диадемат. Установить точно личность цензора не представляется возможным из-за лакуны в консульских фастах. Метелл и Агенобарб исключили из сената 32 человека, в том числе Гая Лициния Гету, а в списке сенаторов на первое место поставили Марка Эмилия Скавра, ставшего зятем Далматика.
В том же или в следующем году, после смерти великого понтифика Публия Муция Сцеволы, Луций Цецилий был выбран на его место и занимал эту почётную должность до самой смерти в 104 году. На этом посту он, в частности, расследовал дело о прелюбодеянии весталок Лицинии, Эмилии и Марции.

## Потомки
Дочь Луция Цецилия Метелла Далматика стала второй женой Марка Эмилия Скавра, а потом четвёртой женой Луция Корнелия Суллы.

## В художественной литературе
Луций Цецилий Метелл Далматик действует в романе Колин Маккалоу «Первый человек в Риме».